# Hydroporus shaverdoae
Hydroporus shaverdoae är en skalbaggsart som beskrevs av Hans Fery 2009. Hydroporus shaverdoae ingår i släktet Hydroporus och familjen dykare. Inga underarter finns listade i Catalogue of Life.